# Anomala limbifera
Anomala limbifera är en skalbaggsart som beskrevs av Ohaus 1915. Anomala limbifera ingår i släktet Anomala och familjen Rutelidae. Inga underarter finns listade i Catalogue of Life.